# Пеко Тепавчевић
Пеко Тепавчевић (Казанци, Никшић, 12. јул 1912 — Дрим, децембар 1943) био је учесник Народноослободилачке борбе и народни херој Југославије.

## Биографија
Родио се у селу Казанци код Никшића, 12. јула 1912. године у сиромашној сељачкој породици. Након Првог светског рата његова породица се као колонисти населила у Старом Селу код Урошевца. После завршетка основне школе остао је на селу и бавио се пољопривредом. Рано се повезао са комунистима. Почетком рата истакао се као борац диверзантске групе која је нападала непријатељске станице и складишта.
Након јењавања устанка у овом делу, радио је илегално. Фашисти су га открили и ухапсили почетком 1943. године. Заједно са још неколико људи нашао се у затвору у Урошевцу. Са групом комуниста организовао је бекство и успео да се пребаци на Шар-планину где се укључио Шарпланински одред. Брзо је напредовао па је већ у мају 1943. године постао заменик политичког комесара одреда. Недуго затим постављен је за главну партијску везу између Оперативног штаба за Косово и Метохију и Среског комитета КПЈ за Урошевац.
Јунаштво Пеке Тепавчевића је дошло до изражаја током заједничке бугарско-немачке офанзиве на партизане на Шар-планини. Борбе су трајале месец дана, а после вишедневних борби од 60 партизана кроз обруч је успело да се пробије само 12. Међу њима је био и Пеко. Средином децембра носио је заједно са групом бораца архиву команданта Главног штаба НОВ и ПО Косова и Метохије из Урошевца у правцу Ђаковице. Група балиста напала је ову петорицу партизана. Четворицу су одмах заробили док је Пеко наставио да се бори. Пошто је тешко рањен није могао више да се бори те је балистима пошло за руком да га ухвате. Иако рањеног балисти су га мучили. Пошто ништа није хтео да призна стрељали су га.
Указом председника ФНР Југославије Јосипа Броза Тита, 27. новембра 1953. године, проглашен је за народног хероја.